# Corriente en chorro

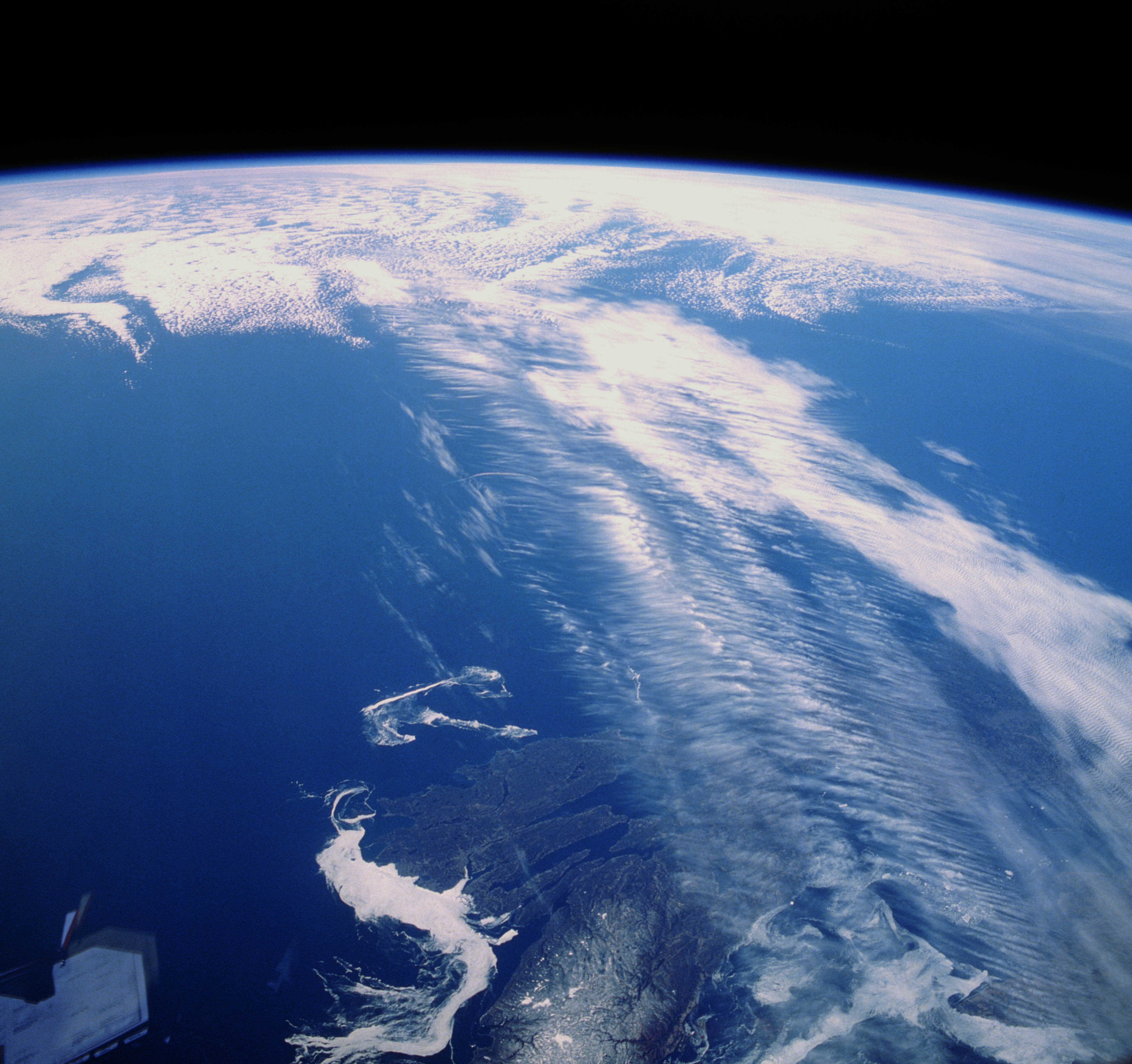
Nubes uniéndose a una corriente en chorro sobre Canadá.

La corriente en chorro es, en ciencias de la atmósfera, aquel flujo de aire relativamente fuerte e intenso, con cizalladura vertical y horizontal asociada, que se produce en las atmósferas de algunos planetas, incluyendo la Tierra.
En la Tierra, según la Organización Meteorológica Mundial, una corriente en chorro es «una fuerte y estrecha corriente de aire concentrada a lo largo de un eje casi horizontal en la alta troposfera o en la estratosfera, caracterizada por una fuerte cizalladura vertical y horizontal del viento. Presentando uno o dos máximos de velocidad, la corriente en chorro discurre, normalmente, a lo largo de varios miles de kilómetros, en una franja de varios centenares de kilómetros de anchura y con un espesor de varios kilómetros».
Las principales corrientes en chorro de la Tierra están localizadas cerca de la tropopausa, la transición entre la troposfera (donde la temperatura decrece con la altitud) y la estratosfera (donde la temperatura crece). Se trata de vientos occidentales (que viajan de oeste a este), tanto en el hemisferio norte como en el sur. Su camino tiene normalmente una forma serpenteante; las corrientes pueden detenerse, dividirse en partes, luego combinarse en una sola corriente o seguir varias direcciones, incluso opuestas a la dirección principal de la mayoría de las corrientes. Las corrientes más fuertes son las polares, ubicadas en torno a los 7 a 12 km sobre el nivel del mar, y las corrientes subtropicales más altas y más débiles, alrededor de 10 a 16 km.
Tanto en el hemisferio norte como en el hemisferio sur existe una corriente en chorro polar y subtropical. En el hemisferio norte la corriente viaja sobre las latitudes medias y norteñas de Norteamérica, Europa y Asia, y sus correspondientes masas de agua, mientras que en el hemisferio sur la corriente polar se sitúa la mayor parte del año sobre la Antártida. Existe una quinta corriente en chorro, la ecuatorial, que se desplaza de este a oeste.
Las corrientes en chorro están causadas por una combinación de la rotación del planeta sobre su eje y el calentamiento atmosférico debido a la radiación solar y, en algunos planetas, entre los cuales no se encuentra la Tierra, el calor interno. Las corrientes en chorro se forman cerca de masas de aire que, siendo adyacentes, registran diferencias significativas de temperatura, tal y como sucede en las regiones polares y en las zonas cálidas del ecuador.
Los meteorólogos emplean la localización de algunas de esas corrientes en chorro como una ayuda para realizar sus predicciones meteorológicas. La principal aplicación comercial de las corrientes en chorro se da en la aeronáutica, dado que el tiempo de vuelo de un avión puede variar muy significativamente si se realiza a favor o en contra de una corriente en chorro. También tienen relevancia las llamadas turbulencias de aire claro, que se asocian a la proximidad de una corriente en chorro y que son un peligro potencial para la seguridad de la aviación comercial. Una aplicación futura de las corrientes en chorro podría ser su uso para la generación de energía mediante aerogeneradores.
Existen otras corrientes en chorro. Durante el verano del hemisferio norte se pueden formar corrientes en las regiones tropicales en las que el aire seco se encuentra con aire húmedo en grandes altitudes. El centro de los Estados Unidos es una región típica de desarrollo de corrientes de nivel bajo.

## Descubrimiento

La corriente en chorro circula en la zona más alta de la troposfera de oeste a este en ambos hemisferios. En el hemisferio norte tiene una longitud de 1000 a 9000 kilómetros, un espesor vertical de 1 a 5 kilómetros y una anchura de varios cientos de kilómetros

Tras la erupción del volcán Krakatoa en 1883 los observadores del clima rastrearon y mapearon durante varios años los efectos de la erupción, llamando al fenómeno «corriente ecuatorial de humo». En los años 20 del siglo XX un meteorólogo japonés, Wasaburo Oishi, detectó la corriente en chorro desde un lugar cercano al Monte Fuji y la estudió mediante globos de los que habitualmente se usan para determinar vientos en altitud. Durante mucho tiempo el trabajo de Oishi fue desconocido fuera de Japón, en parte debido al hecho de ser un secreto militar. Se atribuye al piloto estadounidense Wiley Post, el primero que realizó un vuelo en solitario alrededor del mundo en 1933, el descubrimiento de la corriente en chorro. Post inventó un traje presurizado para volar a 6200 metros. El año anterior a su muerte realizó varios intentos de vuelo transcontinental a gran altitud, notando que en ocasiones la velocidad respecto del suelo excedía a la del aire.
Está acreditado que el meteorólogo Heinrich Seilkopf acuñó en 1939 el término «Strahlströmung» (literalmente «corriente en chorro») para describir el fenómeno (el término alemán moderno es «Strahlstrom»), si bien muchas fuentes atribuyen la comprensión del funcionamiento de la corriente en chorro a que en vuelos realizados durante la II Guerra Mundial los pilotos aliados notificaron la existencia de vientos de cola superiores a los 160 kilómetros por hora en los trayectos realizados entre Estados Unidos y Gran Bretaña. Durante la Segunda Guerra Mundial el ejército japonés desarrolló un programa para el lanzamiento de globos incendiarios dotados de un dispositivo barométrico para mantenerse a una altitud de 9000-11 000 metros con el objetivo de caer sobre el territorio estadounidense. El plan tuvo escaso éxito, pero muestra que para entonces en Japón ya eran conocidos los efectos de la corriente en chorro. La investigación exhaustiva del fenómeno tuvo lugar una vez terminada la guerra. El descubrimiento de las corrientes en chorro resultó ser un hito en la comprensión de la circulación general atmosférica terrestre y hoy día es de uso común en meteorología.

## Descripción

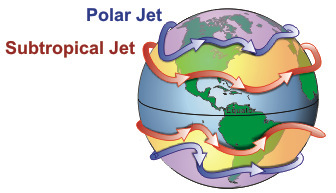
Configuración general de las corrientes en chorro polar y subtropical

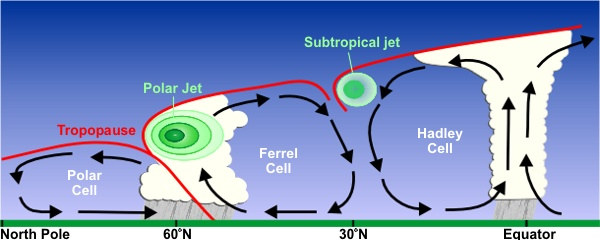
Sección de las corrientes en chorro polar y subtropical

La corriente polar en chorro se localiza de manera típica cerca de los 250 hPa de presión atmosférica, de unos 7 a 12 kilómetros de altitud sobre el nivel del mar, mientras que las corrientes subtropicales, mucho más débiles, se encuentran a mayor altitud (de 10 a 16 kilómetros). En ambos hemisferios las corrientes se forman cerca de la tropopausa, una capa de la atmósfera terrestre que en el ecuador se encuentra a mayor altitud que en los polos y en la cual ocurren importantes variaciones en las condiciones atmosféricas. En el hemisferio norte la corriente en chorro se encuentra por lo general entre los 30°N y los 60°N de latitud, mientras que la corriente subtropical se localiza cerca de los 30°N. Se afirma que la corriente en chorro sigue al Sol, pues se mueve hacia el norte hacia el final de la primavera y el comienzo de la estación cálida, y durante el otoño y el invierno se desplaza hacia el sur.
La anchura de la corriente en chorro es habitualmente de unos pocos cientos de kilómetros o millas y su espesor vertical de menos de cinco kilómetros.
La corriente en chorro es normalmente continua a lo largo de grandes distancias, pero es común que existan discontinuidades. El recorrido de la corriente suele tener una forma serpenteante, de manera que los meandros se desplazan en dirección este a velocidades menores que el viento de la corriente principal. Cada meandro u onda se conoce con el nombre de onda de Rossby (u onda planetaria). La ondas de Rossby están causadas por cambios en el efecto Coriolis en función de la latitud, y se propagan hacia el oeste aunque el flujo en el que se insertan lo haga hacia el este, frenando así la migración global de las crestas y vaguadas de presión hacia el este en comparación con las depresiones atmosféricas de onda corta en la que están insertas.
Las depresiones (o zonas de baja presión) de onda corta son pequeños paquetes de alto nivel de energía, de una escala de 1000 a 4000 kilómetros de longitud que se mueven a través del fluido principal de onda larga, es decir, de las crestas y vaguadas de las ondas de Rossby. La corriente en chorro puede partirse en dos debido a la formación de una zona de bajas presiones, lo que desvía una porción de la corriente desde su misma base, mientras el resto del flujo se desplaza al norte. Los chorros polares y subtropicales pueden llegar a fusionarse, si lo normal es que permanezcan separados. que se trata de una corriente impetuosa
La velocidad del viento varía en función del gradiente térmico, pasando de los 90 kilómetros por hora. Se han registrado vientos superiores a los 398 kilómetros por hora. La corriente en chorro de mueve de oeste a este, transportando viento frío y cálido.
Hoy en día los meteorólogos asumen que el recorrido de las corrientes en chorro dirige los sistemas ciclónicos de tormentas en los niveles bajos de la atmósfera, y el conocimiento de ese recorrido se ha convertido en una parte importante de la previsión meteorológica. Por ejemplo, en el año 2007 Gran Bretaña experimentó graves inundaciones como resultado del chorro polar, que permaneció en latitudes meridionales durante todo el verano.

## Causas

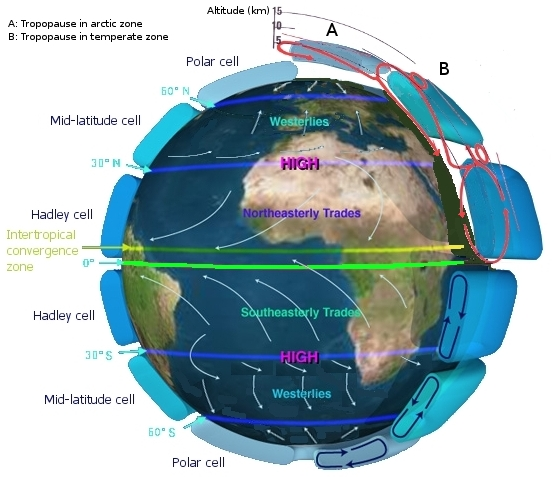
Ilustración idealizada de la circulación general atmosférica. Las corrientes en chorro tienden a fluir latitudinalmente a lo largo de los bordes de las células

Los vientos son en general más fuertes en la tropopausa (excepto durante los tornados, los huracanes u otras situaciones análogas). Si se encuentran dos masas de aire de diferentes temperaturas o densidades, la diferencia de presión resultante de la diferencia de densidad (que es la que causa los vientos) es mayor en la zona de transición. El viento no viaja directamente desde las regiones de mayor presión a las de menor presión, sino que es desviado por el efecto Coriolis y fluye a lo largo de los bordes de las dos masas de aire.
Todo ello es consecuencia de la relación del viento térmico. El equilibrio de fuerzas de una región atmosférica en dirección vertical se resuelve principalmente entre el gradiente de presión y la fuerza de gravedad, un equilibrio denominado hidrostático. En sentido horizontal, el equilibrio dominante fuera de los trópicos se resuelve entre el efecto Coriolis y el gradiente de presión, un equilibrio que se conoce como geostrófico. A partir de ambos equilibrios, geostrófico e hidrostático, se deriva el viento térmico: el viento horizontal es proporcional al gradiente horizontal de temperatura. El sentido de la relación es tal que el decrecimiento de la temperaturas hacia los polos implica que los vientos desarrollan un fuerte componente este al elevarse. Por lo tanto, el enérgico movimiento hacia el este de las corrientes en chorro son en parte una simple consecuencia del hecho de que el ecuador es más cálido que los polos norte y sur.
La relación del viento térmico no explica por qué los vientos se organizan en chorros tan ceñidos, en lugar de tener una distribución más homogénea en ambos hemisferios. Hay dos factores que contribuyen a dar esa forma estrecha a las corrientes. El primero es la tendencia, en latitudes medias, a la formación de frentes debido al desarrollo de perturbaciones ciclónicas, junto a la existencia de marcados gradientes de temperatura. La corriente en chorro del frente polar puede entenderse entonces como el resultado de ese proceso de frontogénesis en latitudes medias, al concentrar las tormentas el contraste de temperaturas norte-sur en regiones relativamente estrechas.
Un segundo factor que contribuye a dar a las corrientes en chorro esa forma constreñida es más apropiado para las corrientes subtropicales. La corriente en chorro subtropical se forma en el límite polar de la célula de Hadley y esa circulación es simétrica con respecto a la longitud. El aire tropical se eleva a la tropopausa, debido principalmente a los sistemas de tormentas eléctricas de la zona de convergencia intertropical, y se mueve hacia los polos antes de descender (lo que se denomina circulación de Hadley) conservando el momento angular, ya que la fricción es escasa por encima del suelo. En el hemisferio norte el movimiento se desvía a la derecha por el efecto Coriolis, por lo que el viento en dirección al polo norte implica un incremento del componente este de los vientos.

### En otros planetas
La atmósfera de Júpiter tiene multitud de corrientes en chorro causadas por el calor interno del planeta que forman su conocida estructura de bandas coloreadas. Los factores que explican el número de corrientes en chorro en una atmósfera planetaria es un área de investigación muy activa en meteorología dinámica. En los modelos diseñados el incremento del radio del planeta manteniendo fijos los restantes parámetros implica un incremento del número de corrientes en chorro.

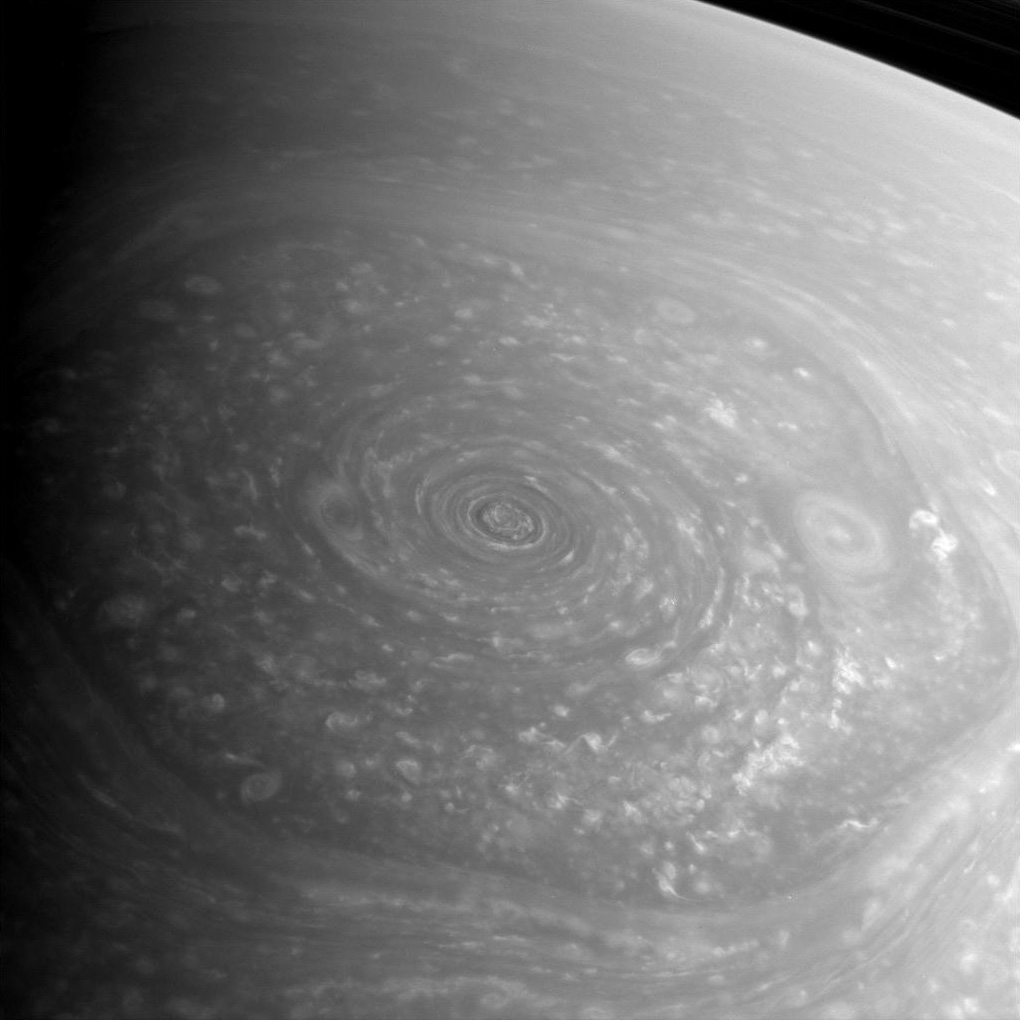
Hexágono de Saturno

El hexágono de Saturno es otro ejemplo de corriente en chorro.

## Importancia
La observación, localización y estudio de este tipo de corrientes presentan un interés considerable para la previsión del tiempo u otros. También tiene importantes consecuencias prácticas para la navegación aérea. Los aviones que vuelan en el seno de una corriente en chorro y en la misma dirección economizan combustible al beneficiarse de la velocidad de la masa de aire. Los pilotos deben cerciorarse, por el contrario, antes de emprender un vuelo, de que no encontrarán en su ruta una corriente a chorro que sople en contra, pues además de aumentar considerablemente el consumo de combustible podría tener graves consecuencias, como un accidente aunque hay que tener en cuenta que ello sería muy difícil ya que el efecto de la enorme velocidad del viento se ve compensado en gran parte por lo tenue y poco denso del aire a gran altura.
Por otro lado, a mayor velocidad, la corriente en chorro tiene una trayectoria más lineal, y tiende a curvarse a bajas velocidades. Sucede entonces que, si la curvatura es muy grande, se desgaja una parte del frente frío que se encuentra del otro lado de la corriente, generándose un fenómeno similar a la gota fría.

## Usos

Vuelos a y de Tokio - Los Ángeles aprovechando corriente en chorro del borde este, y la ruta en gran círculo del oeste

La ubicación de la corriente en chorro es extremadamente importante para las aerolíneas. En EE. UU. y en Canadá, por ejemplo, el tiempo para volar al este a través del continente puede bajar cerca de 30 min si la aeronave de ala fija puede «montarse» en la corriente en chorro viniendo del este o por el contrario, viniendo del oeste, aprovechar por completo la mayor ventaja de su velocidad. En los vuelos intercontinentales más largos, la diferencia es aún mayor, será más rápido y más barato (volando con el patrón de presión) hacia el este con la corriente en chorro y hacia el oeste «resbalando», rodeando o remontando dicha corriente, que tomar la ruta más corta gran círculo entre dos puntos.
Los meteorólogos ahora entienden que el sendero de la corriente en chorro guía a los sistemas ciclónicos de tormentas a niveles más bajos de la atmósfera, y ese conocimiento de su curso se ha convertido en importante parte del pronóstico meteorológico del tiempo. En 2007, Gran Bretaña experimentó unas graves inundaciones como resultado de un movimiento inusual en la trayectoria de la «corriente en chorro del Atlántico Norte».
Las corrientes en chorro también desempeñan un importante papel en la creación de superceldas, los sistemas de tormentas que crean tornados.

## Papel en el cambio climático

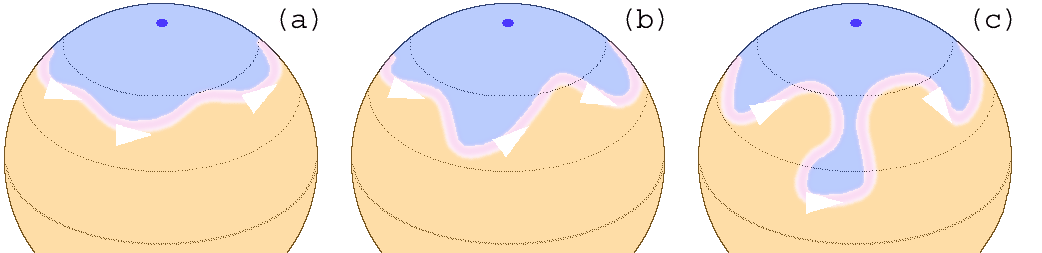
Evolución de los meandros de la corriente en chorro del hemisferio norte (a), (b); al final, una gota de aire frío se separa (c). Naranja: masa de aire caliente; rosa: corriente en chorro; azul: aire frío

Desde principios de la década de 2000, los modelos climáticos indican que el calentamiento global empujará gradualmente las corrientes en chorro hacia los polos. En 2008, las observaciones confirmaron que, entre 1979 y 2001, la corriente en chorro del norte se desplazó hacia el norte a un ritmo medio de 2,01 kilómetros al año, con una tendencia similar en la corriente en chorro del hemisferio sur. Los científicos han planteado la hipótesis de que la corriente en chorro también se debilite gradualmente como consecuencia del calentamiento global. Tendencias como la disminución del hielo marino ártico, la reducción de la capa de nieve, los patrones de evapotranspiración y otras anomalías meteorológicas han provocado que el Ártico se caliente más rápido que otras partes del globo, en lo que se conoce como la amplificación ártica. En 2021-2022, se descubrió que, desde 1979, el calentamiento dentro del círculo polar ártico ha sido casi cuatro veces más rápido que la media global, y algunos puntos calientes de la zona del mar de Barents se calentaron hasta siete veces más rápido que la media global. Aunque el Ártico sigue siendo uno de los lugares más fríos de la Tierra en la actualidad, el gradiente de temperatura entre él y las partes más cálidas del globo seguirá disminuyendo con cada década de calentamiento global como resultado de esta amplificación. Si este gradiente influye fuertemente en la corriente en chorro, esta acabará volviéndose más débil y más variable en su curso, lo que permitiría que más aire frío del vórtice polar se filtrara a latitudes medias y ralentizara la progresión de las ondas de Rossby, dando lugar a un clima más persistente y más extremo.
La hipótesis anterior está estrechamente relacionada con Jennifer Francis, que la propuso por primera vez en un artículo de 2012 escrito conjuntamente con Stephen J. Vavrus. Mientras que algunas reconstrucciones paleoclimáticas han sugerido que el vórtice polar se vuelve más variable y causa un clima más inestable durante los períodos de calentamiento en 1997, esto fue contradicho por la modelización climática, con simulaciones PMIP2 encontrando en 2010 que la oscilación del Ártico era mucho más débil y más negativa durante el Último Máximo Glacial, y sugiriendo que los períodos más cálidos tienen fase positiva AO más fuerte, y por lo tanto menos frecuentes fugas del aire del vórtice polar. Sin embargo, una revisión de 2012 en el Journal of the Atmospheric Sciences señaló que "se ha producido un cambio significativo en el estado medio del vórtice a lo largo del siglo XXI, dando lugar a un vórtice más débil y perturbado", lo que contradecía los resultados de la modelización pero encajaba con la hipótesis de Francis-Vavrus. Además, un estudio de 2013 señaló que la CMIP5, entonces vigente, tendía a subestimar fuertemente las tendencias de bloqueo invernal, y otra investigación de 2012 había sugerido una conexión entre la disminución del hielo marino ártico y las fuertes nevadas durante los inviernos de latitudes medias.
En 2013, nuevas investigaciones de Francis conectaron las reducciones del hielo marino ártico con el clima extremo de verano en las latitudes medias septentrionales, mientras que otras investigaciones de ese año identificaron posibles vínculos entre las tendencias del hielo marino ártico y precipitaciones más extremas en el verano europeo, En ese momento, también se sugirió que esta conexión entre la amplificación ártica y los patrones de la corriente en chorro estaba implicada en la formación del huracán Sandy y desempeñó un papel en la ola de frío norteamericana de principios de 2014. En 2015, el siguiente estudio de Francis concluyó que los patrones altamente amplificados de la corriente en chorro están ocurriendo con más frecuencia en las últimas dos décadas. Por lo tanto, las continuas emisiones que atrapan el calor favorecen una mayor formación de fenómenos extremos causados por condiciones meteorológicas prolongadas.
Los estudios publicados en 2017 y 2018 identificaron patrones de estancamiento de las ondas de Rossby en la corriente en chorro del hemisferio norte como los culpables de otros fenómenos meteorológicos extremos casi estacionarios, como la ola de calor europea de 2018, la ola de calor europea de 2003, la ola de calor rusa de 2010 o las inundaciones en Pakistán de 2010, y sugirieron que todos estos patrones estaban relacionados con la amplificación del Ártico. Otros trabajos de Francis y Vavrus de ese mismo año sugirieron que el calentamiento amplificado del Ártico se observa como más fuerte en las zonas atmosféricas más bajas porque el proceso de expansión del aire más cálido aumenta los niveles de presión, lo que disminuye los gradientes de altura geopotencial hacia el polo. Como estos gradientes son la razón que causa los vientos de oeste a este a través de la relación de viento térmico, las velocidades decrecientes se encuentran generalmente al sur de las áreas con aumentos geopotenciales. En 2017, Francis explicó sus hallazgos a Scientific American: "Mucho más vapor de agua está siendo transportado hacia el norte por grandes oscilaciones en la corriente en chorro. Esto es importante porque el vapor de agua es un gas de efecto invernadero, al igual que el dióxido de carbono y el metano. Atrapa el calor en la atmósfera. Ese vapor también se condensa en forma de gotas que conocemos como nubes, que a su vez atrapan más calor. El vapor es una parte importante de la historia de la amplificación, una razón importante por la que el Ártico se está calentando más rápido que cualquier otro lugar".
En un estudio de 2017 realizado por el climatólogo Dr. Judah Cohen y varios de sus investigadores asociados, Cohen escribió que "[el] cambio en los estados de vórtice polar puede explicar la mayor parte de las recientes tendencias de enfriamiento invernal sobre las latitudes medias euroasiáticas". Un documento de 2018 de Vavrus y otros vinculó la amplificación del Ártico a extremos cálidos y secos más persistentes durante los veranos de latitudes medias, así como al enfriamiento continental invernal de latitudes medias. Otro documento de 2017 estimó que cuando el Ártico experimenta un calentamiento anómalo, la producción primaria en América del Norte disminuye entre un 1 % y un 4 % de media, y algunos estados sufren pérdidas de hasta el 20 %. Un estudio de 2021 concluyó que la perturbación del vórtice polar estratosférico está relacionada con el clima invernal extremadamente frío en partes de Asia y Norteamérica, incluida la ola de frío norteamericana de febrero de 2021. Otro estudio de 2021 identificó una conexión entre la pérdida de hielo marino del Ártico y el aumento del tamaño de los incendios forestales en el oeste de Estados Unidos.
Sin embargo, dado que las observaciones específicas se consideran observaciones a corto plazo, existe una incertidumbre considerable en las conclusiones. Las observaciones climatológicas requieren varias décadas para distinguir definitivamente las diversas formas de variabilidad natural de las tendencias climáticas. Este punto fue subrayado por revisiones en 2013 y en 2017. Un estudio de 2014 concluyó que la amplificación del Ártico disminuyó significativamente la variabilidad de la temperatura en la estación fría en el hemisferio norte en las últimas décadas. El aire frío del Ártico penetra más rápidamente en las latitudes inferiores más cálidas hoy en día durante el otoño y el invierno, una tendencia que se prevé que continúe en el futuro, excepto durante el verano, lo que pone en duda que los inviernos traigan más extremos fríos. Un análisis realizado en 2019 de un conjunto de datos recogidos en 35 182 estaciones meteorológicas de todo el mundo, incluidas 9116 cuyos registros superan los 50 años, constató un acusado descenso de las olas de frío en las latitudes medias septentrionales desde la década de 1980.
Por otra parte, una serie de datos de observación a largo plazo recogidos durante la década de 2010 y publicados en la década de 2020 sugieren ahora que la intensificación de la amplificación del Ártico desde principios de la década de 2010 no estaba vinculada a cambios significativos en los patrones atmosféricos de latitudes medias. La investigación de modelización de última generación del PAMIP (Proyecto de Intercomparación de Modelos de Amplificación Polar) mejoró los hallazgos de 2010 del PMIP2 - sí encontró que la disminución del hielo marino debilitaría la corriente en chorro y aumentaría la probabilidad de bloqueo atmosférico, pero la conexión era muy menor, y típicamente insignificante al lado de la variabilidad interanual. En 2022, un estudio de seguimiento descubrió que, aunque la media del PAMIP probablemente había subestimado entre 1,2 y 3 veces el debilitamiento causado por la disminución del hielo marino, incluso la conexión corregida seguía representando sólo el 10 % de la variabilidad natural de la corriente en chorro.
Además, un estudio de 2021 reveló que, aunque las corrientes en chorro se habían desplazado lentamente hacia los polos desde 1960, como predecían los modelos, no se habían debilitado, a pesar de un pequeño aumento de la ondulación. En 2022, un nuevo análisis de los datos de observación aeronáutica recogidos entre 2002 y 2020 sugirió que la corriente en chorro del Atlántico Norte se había reforzado. Por último, un estudio de 2021 pudo reconstruir los patrones de la corriente en chorro en los últimos 1250 años a partir de los núcleos de hielo de Groenlandia, y descubrió que todos los cambios observados recientemente se mantienen dentro del rango de la variabilidad natural: el momento más temprano probable de divergencia es en 2060, según la Trayectoria de Concentración Representativa 8.5, que implica una aceleración continua de las emisiones de gases de efecto invernadero.